# سنيميات
السُّنَيميات هي عائلة تصنيفية من حلزون البحر في الرخويات بطنيات القدم البحرية. أشهر أجناسها سنيمة.